# Przestrzenie Sztuki

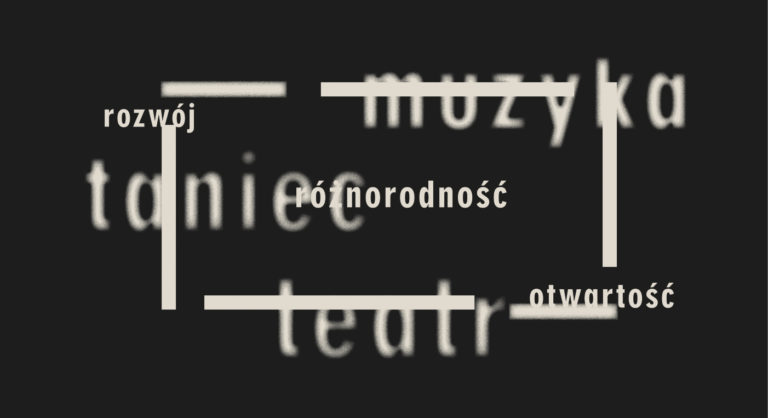
Przestrzenie Sztuki_muzyka, taniec, teatr

Przestrzenie Sztuki (PS) - to program powołania ogólnopolskich, interdyscyplinarnych centrów kultury, prowadzonych we współpracy ministerstwa, samorządów, organizacji pozarządowych, uczelni artystycznych oraz sektora prywatnego i opierających się na istniejących instytucjach kultury, rozwijany pod auspicjami Ministerstwa Kultury, Dziedzictwa Narodowego i Sportu przez Narodowy Instytut Muzyki i Tańca oraz Instytut Teatralny im. Zbigniewa Raszewskiego.

## Idea programu
Opiera się na czterech filarach: artystycznym, edukacyjnym, społecznym i prozdrowotnym. Edycja pilotażowa obejmowała powołanie ośmiu Przestrzeni Sztuki – czterech ogniskujących wokół tańca i czterech, w których wiodący będzie teatr. Program ma charakter interdyscyplinarny i włączający różne dziedziny działalności artystycznej. Zapewnia przestrzeń z odpowiednią infrastrukturą do tworzenia prezentacji dla lokalnych środowisk artystycznych, a zarazem w jego ramach będzie prowadzona działalność edukacyjna i animacyjna, angażująca społeczności lokalne.
Uwzględnia kompleksowe rozwiązanie fundamentalnych problemów hamujących rozwój polskich środowisk twórczych, takich jak: niewystarczająca infrastruktura, ograniczone możliwości tworzenia i regularnego prezentowania polskich dzieł artystycznych, niewielka wymiana artystyczna pomiędzy ośrodkami regionalnymi, odpływ polskich artystów za granicę spowodowany brakiem możliwości rozwoju w kraju i niski dostęp publiczności do oferty artystycznej we wskazanych regionach.

## Operatorzy
Przestrzenie Sztuki powstały w Katowicach, Kielcach, Lublinie, Łodzi, Olsztynie, Rzeszowie, Zielonej Górze i Białymstoku.
- Katowice[2][3]  Operator: Katowice Miasto Ogrodów – Instytucja Kultury im. Krystyny Bochenek, Akademia Muzyczna im. Karola Szymanowskiego;  Partnerzy: Stowarzyszenie Imagination Space Center, Fundacja Jazdaa Polska!, Teraz/ Now Collective (Holandia), nieformalna grupa artystyczna Vagabond Physical Collective, Tera Ino Tera.
- Kielce[4]  Operator: Kielecki Teatr Tańca (miejska instytucja artystyczna)
- Lublin[5]  Operator: Centrum Kultury w Lublinie
- Łódź[6][7]  Operator: Materia  Partnerzy: Akademia Muzyczna im. Grażyny i Kiejstuta Bacewiczów w Łodzi, Poleski Ośrodek Sztuki, Urząd Miasta Łodzi
- Olsztyn[8]  Operator: Teatr im. Stefana Jaracza
- Rzeszów  Operator: Teatr im. Wandy Siemaszkowej
- Zielona Góra  Operator: Lubuski Teatr w Zielonej Górze
- Białystok[9]  Operator: Opera i Filharmonia Podlaska – Europejskie Centrum Sztuki w Białymstoku, Podlaskie Stowarzyszenie Tańca

## Działania w ramach Przestrzeni
1. Przestrzenie Sztuki - pilotaż Kielce
2. Przestrzenie Sztuki - Materia Łódź
3. Przestrzenie Sztuki - Centrum Kultury w Lublinie
4. Przestrzenie Sztuki - Białystok
5. Przestrzenie Sztuki - Katowice
6. Przestrzenie Sztuki - Rzeszów
7. Przestrzenie Sztuki - Olsztyn